# Emperatriz Zhou (dinastía Ming)
Emperatriz Zhou (10 de mayo de 1611-24 de abril de 1644), póstumamente nombrada Emperatriz Xiaojie, fue una emperatriz consorte china perteneciente a la dinastía Ming, casada con el emperador Chongzhen.

## Vida
La emperatriz Zhou era originaria de Suzhou. Provenía de una familia pobre, lo cual era consuetudinario en la dinastía Ming, quienes solían seleccionar a las cónyuges imperiales de las clases más pobres ya que, a diferencia de las mujeres de clase alta, no tenían familias potentes que pudieran ayudar a una emperatriz potencialmente ambiciosa en la política.
Fue elevada a la posición de emperatriz después de que Chongzhen ascendiera al trono. La emperatriz Zhou es descrita como una mujer prudente, que nunca olvidó su origen humilde y que fue alabada y admirada por mantener una frugal política en los asuntos de palacio.
Se afirma que el emperador tuvo una buena relación con ella y que dividió sus atenciones y su afecto de forma igual entre la emperatriz Zhou y su concubina favorita, la Honorable Consorte Tian, quien fue madre de cuatro de sus hijos. Zhou no estaba celosa de Tian pero desaprobaba su comportamiento altivo. Esto finalmente acabó causando un conflicto entre Zhou y la consorte Tian, en el cual también se vio implicado el emperador. En una ocasión, cuando la Consorte Tian fue para presentar sus respetos a la emperatriz antes de visitar al emperador, ésta la desairó, recordandole que no debía ser tan arrogante. Ofendida por Zhou, la Consorte Tian se quejó al emperador. Éste se enfureció con la emperatriz y la maltrató en un acceso de rabia. La emperatriz Zhou reaccionó dejando de comer. Su huelga de hambre hizo que el emperador lamentara el incidente y le pidió perdón.
En el año 1642, la Consorte Tian suplicó al emperador que absolviera a su padre, Tian Honguy, quien había sido acusado de quebrantar la ley. Esto enfureció al emperador, y la desterró a otro palacio separado. En esta ocasión, la emperatriz Zhou intervino ante el emperador y le suplicó que acabara con el exilio de Tian, por lo cual él le pidió que regresara después de tres meses.
En abril de 1644, el ejército rebelde de Li Zicheng se acercaba a la capital a través del Paso de Juyong. El 23 de abril, Chongzhen convocó su última audiencia con sus ministros. Li Zicheng le ofreció la oportunidad de rendirse, pero el emperador la rechazó. Al día siguiente, el ejército rebelde atacó la capital. El emperador envió al príncipe de la corona y a sus hermanos a la casa de unos parientes y convocó al resto de la familia imperial. Entonces, comenzó a ejecutar a las mujeres de su familia, concubinas y consortes. Con su espada mató a la Honorable Consorte Yuan y a la Princesa Kunyi, y cercenó el brazo de la Princesa Changping, después se disfrazó como un eunuco e intentó huir. A la emperatriz Zhou se le ordenó que se suicidase y se colgó.

## Descendencia
1. Zhu Cilang, Príncipe Heredero Xianmin.
2. Princesa Kunyi.
3. Zhu Cixuan, Príncipe Yin de Huai.
4. Zhu Cijiong. Príncipe Ai de Ding.